# Herre, jag ber
Herre, jag ber är en psalm med text och musik skriven 1978 av Christer Hultgren.

## Publicerad i
- Segertoner 1988 som nr 404 under rubriken "Den kristna gemenskapen - Nattvarden".[1]